# Thma Bay Kaek
Thma Bay Kaek (en camboyano: ប្រាសាទថ្មបាយក្អែក) está ubicado en  Angkor en Camboya. Está formado por las ruinas de una torre rectangular de ladrillo orientada al este y precedida por una terraza de laterita. Es todo lo que queda de este templo que debe de haber sido uno de los muchos que originalmente rodeaban Phnom Bakheng. 
Aquí se encontró un tesoro sagrado que constaba de cinco hojas de oro dispuestas en un quincunce, la hoja central tenía una imagen de Nandi.